# Chasavjoert
Chasavjoert (Russisch: Хасавюрт, Chasavjoert) is een Russische stad in de autonome republiek Dagestan en het bestuurlijk centrum van het district Chasavjoertovski. Het ligt op 82 kilometer ten noordwesten van Machatsjkala.

## Geschiedenis
De plaats werd gesticht als de militaire vesting Chasava in 1846 op de rechteroever van de rivier de Jaryk-Soe ter verdediging van Russische handelsnederzettingen tegen de "onverzoenlijke bergbewoners" (inwoners van de berggebieden van Tsjetsjenië). Het werd een plaats in 1867 en een handelsnederzetting eind 19e, begin 20e eeuw. Het verkreeg de status van stad in 1931.
Eind augustus 1996 werden in Chasavjoert de akkoorden ondertekend tussen de Tsjetsjeense legerleider Aslan Maschadov en de Russische generaal Aleksandr Lebed die het einde betekenden van de Eerste Tsjetsjeense Oorlog. Er werd onder andere een stappenplan uitgezet voor de terugtrekking van de Russische troepen uit Tsjetsjenië.

## Economie
De economie is gericht op de voedselindustrie en dan met name de verwerking van de lokale landbouwproducten; een conservenfabriek voor het inblikken van fruit, groentes en vleesproducten; een vleesverwerkingsfabriek en zuivel- en wijnfabrieken. Hiernaast bevinden zich er instrumenten-, steen-, gewapend-beton- en naai- en meubelfabrieken.
In de regio rond Chasavjoert worden granen, groentes en fruit verbouwd en grootvee en schapen gehouden. Verder bevinden zich er wijngaarden en pluimveebedrijven.

## Demografie
| Ontwikkeling van het inwoneraantal | Ontwikkeling van het inwoneraantal | Ontwikkeling van het inwoneraantal | Ontwikkeling van het inwoneraantal | Ontwikkeling van het inwoneraantal | Ontwikkeling van het inwoneraantal | Ontwikkeling van het inwoneraantal | Ontwikkeling van het inwoneraantal |
| ---------------------------------- | ---------------------------------- | ---------------------------------- | ---------------------------------- | ---------------------------------- | ---------------------------------- | ---------------------------------- | ---------------------------------- |
| Jaar                               | 1939                               | 1959                               | 1970                               | 1979                               | 1989                               | 2002                               |                                    |
| Bevolking                          | 23.000                             | 34.200                             | 54.300                             | 65.100                             | 70.500                             | 121.800                            |                                    |